# Hunters Creek (Florida)
Hunters Creek ist ein census-designated place (CDP) im Orange County im US-Bundesstaat Florida. Das U.S. Census Bureau hat bei der Volkszählung 2020 eine Einwohnerzahl von 24.433 ermittelt.

## Geographie
Hunters Creek liegt etwa 15 km südlich von Orlando. Der CDP wird vom Central Florida GreeneWay (SR 417, mautpflichtig) sowie auf einer gemeinsamen Trasse von den  U.S. Highways 17, 92 und 441 (SR 600) durchquert bzw. tangiert.

## Demographische Daten
Laut der Volkszählung 2010 verteilten sich die damaligen 14.321 Einwohner auf 9271 Haushalte. Die Bevölkerungsdichte lag bei 1446,6 Einw./km². 72,9 % der Bevölkerung bezeichneten sich als Weiße, 7,6 % als Afroamerikaner, 0,3 % als Indianer und 6,8 % als Asian Americans. 8,7 % gaben die Angehörigkeit zu einer anderen Ethnie und 3,6 % zu mehreren Ethnien an. 35,6 % der Bevölkerung bestand aus Hispanics oder Latinos.
Im Jahr 2010 lebten in 36,5 % aller Haushalte Kinder unter 18 Jahren sowie 14,1 % aller Haushalte Personen mit mindestens 65 Jahren. 68,0 % der Haushalte waren Familienhaushalte (bestehend aus verheirateten Paaren mit oder ohne Nachkommen bzw. einem Elternteil mit Nachkomme). Die durchschnittliche Größe eines Haushalts lag bei 2,57 Personen und die durchschnittliche Familiengröße bei 3,03 Personen.
25,9 % der Bevölkerung waren jünger als 20 Jahre, 32,5 % waren 20 bis 39 Jahre alt, 28,8 % waren 40 bis 59 Jahre alt und 12,8 % waren mindestens 60 Jahre alt. Das mittlere Alter betrug 34 Jahre. 48,3 % der Bevölkerung waren männlich und 51,7 % weiblich.
Das durchschnittliche Jahreseinkommen lag bei 58.891 $, dabei lebten 10,4 % der Bevölkerung unter der Armutsgrenze.
Im Jahr 2000 war Englisch die Muttersprache von 78,10 % der Bevölkerung, Spanisch sprachen 15,38 % und 6,52 % hatten eine andere Muttersprache.